# Tiarno di Sotto
Tiarno di Sotto es una fracción de 1.011 habitantes del comune de Ledro en la provincia de Trento.
Era un municipio que, junto con los antiguos municipios de Bezzecca, Concei, Molina di Ledro, Pieve di Ledro y Tiarno di Sopra, formó parte de la Unión de Municipios de Valle di Ledro y confluyó con ellos desde el 1 de enero de 2010 en el nuevo municipio de Ledro.